# Dasyhelea abreui
Dasyhelea abreui är en tvåvingeart som beskrevs av Jean-Jacques Kieffer 1921. Dasyhelea abreui ingår i släktet Dasyhelea och familjen svidknott.
Artens utbredningsområde är Kanarieöarna. Inga underarter finns listade i Catalogue of Life.